# 227

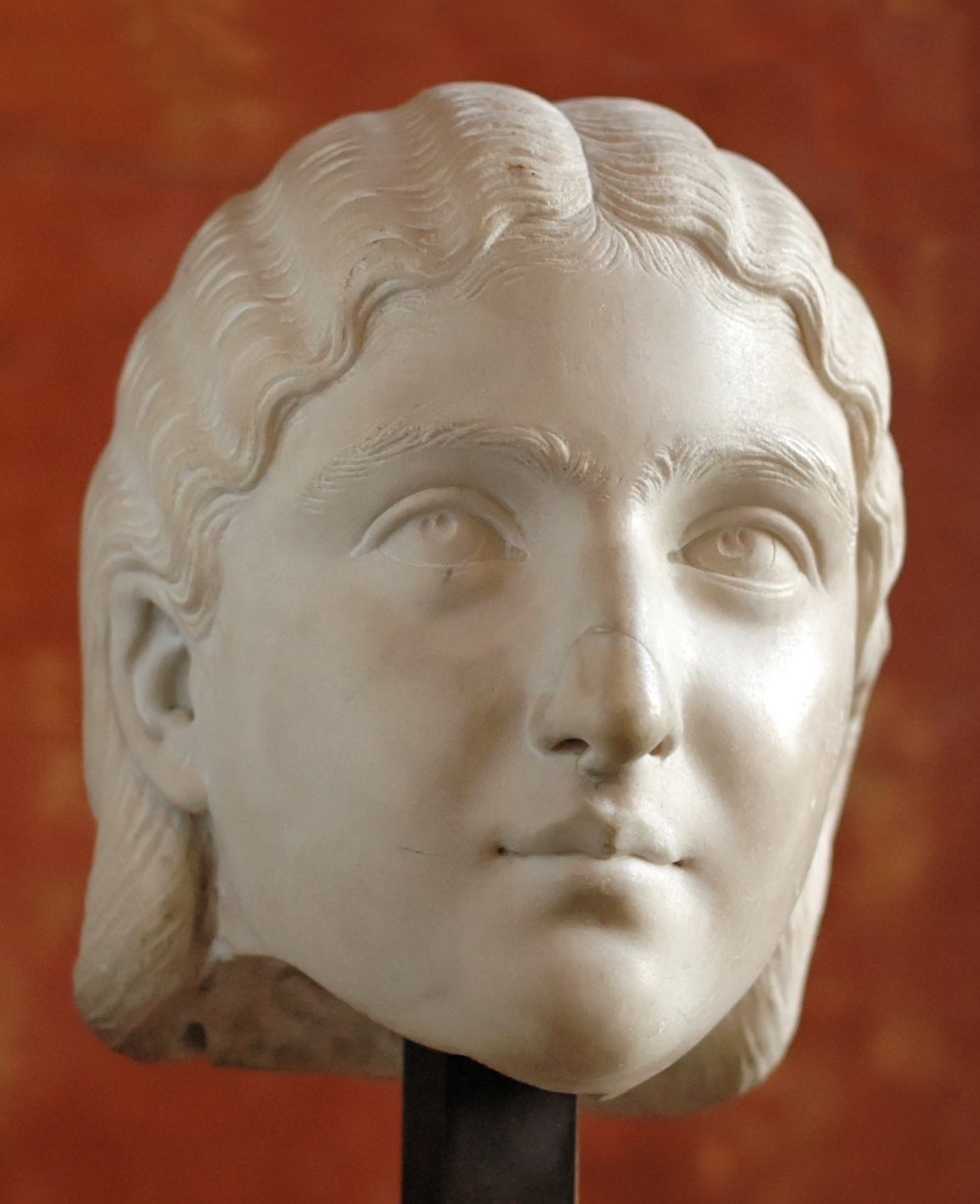
Keizerin Sallustia Orbiana

Het jaar 227 is het 27e jaar in de 3e eeuw volgens de christelijke jaartelling.

## Gebeurtenissen

### Italië
- Julia Mamaea laat het huwelijk van keizer Alexander Severus met Sallustia Orbiana ontbinden, nadat haar vader is beschuldigd van hoogverraad en geëxecuteerd. Orbiana wordt naar Africa verbannen.

### Perzië
- Koning Ardashir I annexeert de provincies Chorasmië, Sistan en het eiland Bahrein in de Perzische Golf. Het Kushanrijk blijft autonoom en erkent zijn oppergezag.

## Geboren
- Herennius Etruscus, medekeizer van het Romeinse Keizerrijk (overleden 251)